# Maria Śmiełowska
Maria Renata Śmiełowska z domu Krauze (ur. 15 sierpnia 1943 w Lubichowie; zm. 19 lutego 2013 w Bielsku-Białej) – polska socjolog, specjalizująca się w antropologii społecznej, socjologii grup etnicznych oraz socjologii narodu; nauczycielka akademicka związana z Uniwersytetem Opolskim.

## Życiorys
Urodziła się w 1943 roku w Lubichowie w województwie pomorskim w rodzinie nauczycielskiej. W swojej rodzinnej miejscowości spędziła dzieciństwo i wczesną młodość. W 1963 roku przeprowadziła się do Opola, biorąc na siebie finansowe utrzymanie brata, który uczęszczał do opolskiej szkoły plastycznej. Tutaj też uczęszczała do Technikum Ekonomicznego i zdała egzamin dojrzałości oraz uzyskała tytuł technika ekonomii. W 1973 roku podjęła studia na Wydziale Filologiczno-Historycznym Wyższej Szkoły Pedagogicznej w Opolu. Jej praca magisterska dotyczyła uczestnictwa studentów opolskiej wyższej szkoły pedagogicznej w kulturze regionu. W latach 70. XX wieku związała się zawodowo początkowo z Państwowym Studium Kulturalno-Oświatowym i Bibliotekarskim w Opolu, a następnie z Instytutem Śląskim. Pracowała w Zakładzie Kultury początkowo na stanowisku asystenta, zaś później adiunkta. Przez kilka lat pełniła również funkcję sekretarza naukowego Instytutu Śląskiego. 
Stopień naukowy doktora nauk humanistycznych uzyskała w 1983 roku na swojej macierzystej uczelni, na podstawie pracy pt. Wartości i aspiracje zawodowe młodzieży pracującej w zakładach wielkoprzemysłowych. W 1996 roku została nauczycielem akademickim w Instytucie Socjologii Uniwersytetu Opolskiego. W 2001 roku Rada Wydziału Filozoficznego Uniwersytetu Jagiellońskiego nadała jej stopień naukowy doktora habilitowanego nauk humanistycznych w zakresie socjologii o specjalności socjologia grup etnicznych oraz socjologia narodu na podstawie rozprawy nt. Obecności etniczne i narodowe na Śląsku Opolskim. Procesy kształtowania tożsamości i relacji międzygrupowych. W Instytucie Socjologii do przejścia na emeryturę była kierownikiem Zakładu Socjologii Stosowanej oraz profesorem nadzwyczajnym. Potem przeprowadziła się do Bielska-Białej, gdzie zmarła w 2013 roku.

## Dorobek naukowy
Jej zainteresowania naukowe początkowo koncentrowały się wokół socjologii kultury, w szczególności uczestnictwa w kulturze oraz wartości i aspiracji zawodowych młodzieży pracującej w wielkoprzemysłowych zakładach województwa opolskiego ewoluując w kierunku zagadnień tożsamości etnicznej oraz narodowej mieszkańców Śląska Opolskiego. Była autorką wielu publikacji, z których większość związana jest z zagadnieniami socjologicznymi Śląska Opolskiego, m.in. kulturą śląską, a także społecznościami lokalnymi. Do jej najważniejszych publikacji należą:
- Wartości i aspiracje zawodowe młodzieży pracującej w zakładach wielkoprzemysłowych województwa opolskim, Opole 1984.
- Kulturowe, polityczne i gospodarcze uwarunkowania świadomości etnicznej Ślązaków, Opole 1989.
- Obecności etniczne i narodowe na Śląsku Opolskim, Opole 1999.